# Starovisokonemački jezik
Starovisokonemački jezik je jezik iz najstarije zabeležene faze u istoriji nemačkog jezika u periodu od 750. do 1150. godine.
Jedan je od jezika zapadne grupe germanskih jezika. Spada u izumrle jezike i bio je osnova za razvoj srednjovisokonemačkog jezika polovinom 11. veka.
Ne treba poistovećivati postojeću teritoriju na kojoj živi stanovništvo čiji je maternji jezik nemački sa teritorijalnom rasprostranjenošću starovisokonemačkog jezika jer Sloveni koji su do početka 11. veka naseljavali teritoriju istočno od reke Elbe nisu, naravno, govorili nijednim dijalektnom nemačkog jezika.